# 히가시타루미역
히가시타루미역(일본어: 東垂水駅, ひがしたるみえき)은 일본 효고현 고베시 다루미구에 있는 산요 전기철도 본선의 역이다. 역 번호는 SY 10이다.
아와지 철도 폐지 후에 효고 현에서는 최남단 역이 되었다.

## 역 구조
상대식 승강장 2면 2선의 교상역이다. 경사면에 역이 있고 바다쪽과 산쪽에서 들어갈 수 있다. 개찰구는 1곳 뿐으로 기본적으로는 창구는 무인화되어 있다.

### 승강장
| 바다쪽 | ■ 본선(하행) | 아카시・히메지・아보시 방면 |  |
| 산쪽   | ■ 본선(상행) | 고베산노미야・오사카 방면   |  |

## 역 주변
- 히라이소 녹지
- 히가시타루미 전망 공원
- 히라이소 바다 낚시 공원
- 다루미 스포츠 가든 다목적 운동장
- 케이코인
- 국도 제2호선
- 다루미 처리장 - 고베 시의 하수 처리장 중 하나이다.
- 다루미 해변 센터
- 다루미 연금 회관
- 고베 애견 미용 전문 학원

## 역사
- 1917년 4월 12일: 효고 전기궤도의 시오야(현, 산요시오야) ~ 아카시(초대) 구간 연장 시에 개업.
- 1927년 4월 1일: 우지가와 전기에 의한 합병으로 본 회사의 역이 됨.
- 1933년 6월 6일: 우지가와 전기 철도 부문이 분리되어 산요 전기철도의 역이 됨.
- 1970년 8월 20일: 승강장 연장, 교상역사화.
- 1995년
  - 1월 17일: 한신・아와지 대지진으로 산요 전철 본선이 불통이 되어, 본 역도 한때 영업 중지.
  - 1월 30일: 다키노차야 ~ 가스미가오카 간 운행 재개에 따라 영업 재개.

## 인접역
| 산요 전기철도 ■ 본선                   | 산요 전기철도 ■ 본선 | 산요 전기철도 ■ 본선             |
| -------------------------------------- | -------------------- | -------------------------------- |
| SY 09 다키노차야 우메다・니시다이 방면 | ■ 보통               | 산요타루미 SY 11 산요히메지 방면 |